# Marc Henneaux
 (avril 2016).
Le baron Marc Henneaux est un physicien théoricien belge né à Bruxelles le 5 mars 1955. Il est professeur à l’Université libre de Bruxelles (ULB) et au Collège de France.

## Biographie
Henneaux étudie la physique à l’ULB et obtient son doctorat en sciences en 1980 sous la direction de Jules Geheniau. Il est « Visiting Fellow » à l'université de Princeton pendant l’année académique 1978-1979 où il entame une longue collaboration avec Claudio Bunster, et est chercheur postdoctoral ainsi que chargé d’enseignement à l'université du Texas à Austin de 1981 à 1984. Il obtient ensuite une position de chercheur au Fonds national de la recherche scientifique (FNRS - Belgique) jusqu’en 1992, et devient en 1993 chargé de cours à l'Université libre de Bruxelles (1993-1996).
Depuis 1996, il est professeur ordinaire à l’ULB. Il est également directeur des Instituts internationaux de physique et de chimie fondés par Ernest Solvay depuis janvier 2004. Par décret du Président de la République en date du 4 décembre 2017, Marc Henneaux est nommé et titularisé en qualité de professeur du Collège de France sur la chaire « Champs, cordes et gravité ».
Les recherches de Henneaux sont consacrées à l’étude des modèles théoriques qui décrivent les interactions physiques fondamentales (électromagnétisme, forces nucléaires faibles et fortes, gravitation), avec un intérêt particulier pour leurs symétries. En collaboration avec J. David Brown, il a montré que la théorie de la gravitation d’Einstein à trois dimensions d’espace-temps avec constante cosmologique négative possédait une symétrie remarquable à l’infini, donnée par deux copies de l’algèbre de Virasoro. La charge centrale correspondante est appelée « charge centrale de Brown-Henneaux ». Ce travail est parfois considéré comme l’un des précurseurs de la célèbre correspondance AdS/CFT. Henneaux a aussi étudié les aspects géométriques et algébriques des théories possédant une invariance de jauge, et en particulier la symétrie de Becchi-Rouet-Stora-Tyutin et sa cohomologie. Plus récemment, il a mis en évidence avec Thibault Damour l’apparition de groupes de Coxeter hyperboliques dans les théories gravitationnelles et leurs extensions supersymétriques.

## Distinctions
- Prix Louis Empain (Belgique) - 1989
- Prix Francqui - 2000 (Belgique) – Citation du Jury
- Prix Humboldt (Allemagne – 2009)
- ERC Advanced Grant (2011-2015)
- Prix Bogolioubov (2014) de l'Institut unifié de recherches nucléaires (JINR, Dubna, Russie), avec Valery Rubakov, « for outstanding achievements in theoretical and mathematical physics, promoting international cooperation, and educating young scientists »
- Prix Quinquennal “Dr A. De Leeuw-Damry-Bourlart” (Sciences exactes fondamentales) du FRS-FNRS (Belgique) pour la période 2011-2015
- ERC Advanced Grant (2016-2021).

### Autres distinctions
- Membre de l’Académie royale de Belgique – depuis mai 2002.
- Chaire Francqui – Vrije Universiteit Brussel – année académique 2002-2003.
- Chaire Andrejewski – Universités de Leipzig et Iéna – mai 2003.
- Docteur Honoris Causa – Université de Craiova (Roumanie) - 2010
- Concession de noblesse héréditaire et du titre personnel de baron en 2016 par le Roi Philippe.[1]
- Professeur au Collège de France[2] - 2017